# کودی کامرن
کودی کامرن (انگلیسی: Cody Cameron؛ زاده ۱۲ اکتبر ۱۹۷۰) یک صداپیشه، هنرمند داستان، و کارگردان فیلم اهل ایالات متحده آمریکا است.

## گزیده فیلمشناسی
از فیلم‌ها یا برنامه‌های تلویزیونی که وی در آن نقش داشته‌است می‌توان به آثار زیر اشاره کرد.
- فرار مرغی (۲۰۰۰)
- شرک (فیلم) (۲۰۰۱)
- شرک: روح لرد فارکواد (۲۰۰۳)
- شرک ۲ (۲۰۰۴)
- ماداگاسکار (فیلم ۲۰۰۵) (۲۰۰۵)
- فصل شکار (۲۰۰۶)
- موج‌سواری (فیلم) (۲۰۰۷)
- شرک ۳ (۲۰۰۷)
- ابری با احتمال بارش کوفته‌قلقلی (فیلم) (۲۰۰۹)
- شرک برای همیشه (۲۰۱۰)
- فصل شکار ۳ (۲۰۱۰)
- ابری با احتمال بارش کوفته‌قلقلی ۲ (۲۰۱۳)